# Ugglehuset
Ugglehuset (Originaltitel: The Owl House) är ett amerikanskt animerat fantasyprogram skapat av Dana Terrace. Serien gick på kanalen Disney Channel mellan den 10 januari 2020 och den 8 april 2023.

## Handling
Serien handlar om tonåringen Luz Noceda som en dag hittar en portal som tar henne till en ögrupp i demonriket. Där möter hon Uggledamen Eda, en rebellisk häxa som säljer saker hon hittar i människovärlden och hennes gulliga rumskamrat, demonen Kungen, som Luz får bo hos tills vidare. Medan hon är där försöker Luz lära sig hur man blir en häxa genom att arbeta som Edas medhjälpare och kanske samtidigt hittar en ny familj i denna konstiga värld.
I säsong två, som utspelar sig direkt efter första säsongen så måste karaktärerna hjälpa varandra med att få hem Luz till människovärlden, hjälpa Eda att konfrontera sin förbannelse och hjälpa Kungen med att ta reda på mer om sitt förflutna samtidigt som de kämpar mot Kittelöarnas härskare, Kejsare Belos, som håller på att förbereda ett mystiskt event vid namn "Enhetens dag".
I de avslutande specialavsnitten så måste Luz och hennes vänner ta sig genom Kittelöarna för att rädda demonriket från Belos och den kaotiska Samlaren.

## Rollista (urval)
| Skådespelare (engelska) | Skådespelare (svenska)                                   | Rollfigur     |
| ----------------------- | -------------------------------------------------------- | ------------- |
| Sarah-Nicole Robles     | Dorothea Norling Frida Sandén (temporärt i säsong 2)     | Luz Noceda    |
| Wendie Malick           | Anna Rydgren                                             | Eda           |
| Alex Hirsch             | Johan Marenius Nordahl                                   | Kungen        |
| Alex Hirsch             | Nick Atkinson                                            | Hois          |
| Tati Gabrielle          | Cecilia Olin                                             | Willow        |
| Issac Ryan Brown        | Adil Backman                                             | Gus           |
| Mae Whitman             | Emelie Clausen                                           | Amity         |
| Cissy Jones             | Sharon Dyall                                             | Lilith        |
| Zeno Robinson           | Jonas Lidholm                                            | Hunter        |
| Matthew Rhys            | Joakim Jennefors                                         | Kejsar Belos  |
| Michaela Dietz          | Emelie Clausen (säsong 2) Laura Jonstoij Berg (säsong 3) | Vee           |
| Elizabeth Grullon       | Cecilia Olin (säsong 1 & 2) Jennie Jahns (säsong 3)      | Camila Noceda |
| Fryda Wolff             | Happy Jankel                                             | Samlaren      |

## Säsonger
| Säsong | Säsong   | Avsnitt | Säsongsstart    | Säsongsavslutning |
| ------ | -------- | ------- | --------------- | ----------------- |
|        | Säsong 1 | 19      | 10 januari 2020 | 29 augusti 2020   |
|        | Säsong 2 | 21      | 12 juni 2021    | 28 maj 2022       |
|        | Säsong 3 | 3       | 15 oktober 2022 | 8 april 2023      |